# Свадебная змея-нимфа
Свадебная змея-нимфа (лат. Dryocalamus nympha) — вид змей из семейства ужеобразных, обитающих в Азии.

## Описание
Общая длина колеблется от 30 до 50 см. Голова небольшая, уплощённая и закруглённая. Туловище очень тонкое, стройное и короткое с 13 рядами чешуи. Есть 1 разделённый анальный щиток, 1 неразделённый носовой щиток. Хвост длинный.
Окраска спины тёмно-коричневая с 35—50 косыми белыми или жёлтыми линиями от головы до конца хвоста. Эти полосы становятся шире в области брюха. На шее есть жёлтые пятна. Верхнегубные щитки белого цвета. Брюхо кремового или жёлтого цвета.

## Образ жизни
Населяет низины, влажные и сухие тропические леса. Большую часть жизни проводит на деревьях. Активна ночью, питается сцинками, гекконами, лягушками, яйцами рептилий.

## Размножение
Это яйцекладущая змея. Самка откладывает до 5 яиц.

## Распространение
Обитает на западе Индии и острове Шри-Ланка.